# Kimito-Musikfestspiele

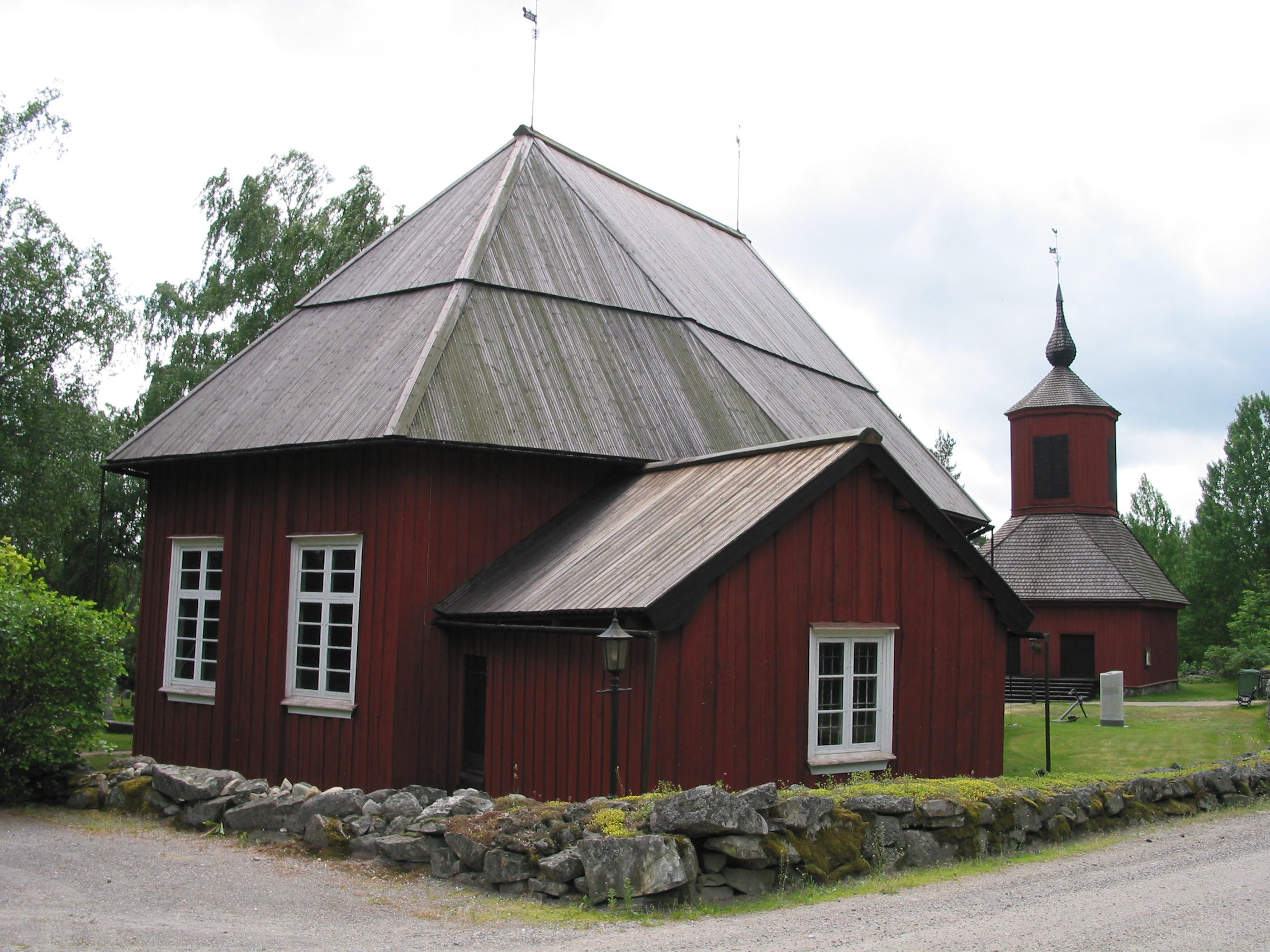
Die Alte Kirche in Västanfjärd, einer der Konzertorte des Festivals.

Die Musikfestspiele der Kimito-Insel (schwedisch: Kimitoöns Musikfestspel; finnisch: Kemiönsaaren Musiikkijuhlat; englisch: Kimito Island Music Festival) werden jährlich im Juli auf der Insel Kimito im Schärenmeer an der Südwestküste Finnlands veranstaltet. Bei den sechstägigen Musikfestspielen treten bedeutende Musiker sowohl aus Finnland als auch aus vielen anderen europäischen, asiatischen und amerikanischen Ländern auf.
1999 gründeten der finnische Pianist Martti Rautio und die Violinistin Katinka Korkeala das Festival, das sie bis 2008 gemeinsam leiteten. Korkeala ist noch heute bei dem Festival als künstlerische Leiterin tätig, seit 2008 zusammen mit ihrer Zwillingsschwester, der Violinistin Sonja Korkeala. Geschäftsführer der Musikfestspiele ist seit 2009 Jukka Mäkelä.
Die Kimito-Musikfestspiele vergeben jährlich einen Kompositionsauftrag an einen finnischen Komponisten, bzw. eine Komponistin. Bisher wurden bei dem Festival Werke von u. a. Aulis Sallinen, Kalevi Aho, Jouni Kaipainen und Einojuhani Rautavaara uraufgeführt.
Die Konzerte der Musikfestspiele finden an unterschiedlichen Orten statt, in Kirchen, Gutshöfen, Museen und Restaurants. Zum Beispiel auf den Gutshöfen von Sandö und Söderlångvik. Der Gutshof von Söderlångvik gehörte einst dem bekannten finnischen Mäzen Amos Anderson. Im Gästehaus Labbnäs und im Gartenrestaurant Westers werden kulinarische Konzerte angeboten. Als Konzertorte dienen auch die mittelalterlichen Kirchen von Kimito und Sauvo sowie die kleineren Kirchen von Västanfjärd und Hitis.

## Uraufführungen
- 1999: Mark Gothóni: Streichquartett Nr. 2 – 11. Juli 1999 Kimito/Kemiö Kirche. Ausführende: Mark Gothóni, Katinka Korkeala (Violine), Saida Bar-Lev (Viola), Marko Ylönen (Violoncello)
- 2000: Pehr Henrik Nordgren: Streichquintett op. 110 – 4. Juli 2000 Kimito/Kemiö Kirche. Ausführende: Sakari Oramo, Katinka Korkeala (Violine), Teemu Kupiainen (Viola), Erkki Rautio, Sennu Laine (Violoncello)
- 2001: Einojuhani Rautavaara: Cellosonate Nr 1 – 10. Juli 2001 Kimito/Kemiö Kirche. Ausführende: Erkki Rautio (Violoncello), Martti Rautio (Klavier)
- 2002: Jaakko Kuusisto: Streichquartett Nr. 2 ”Dancez” op.9 – 12. Juli 2002 Dragsfjärd Kirche. Ausführende: Jari Valo, Sonja Korkeala (Violine), Mihail Slobodjanjuk (Viola), Timo-Veikko Valve (Violoncello)
- 2003: Mark Gothóni: Streichtrio – 11. Juli 2003 Kimito/Kemiö Kirche. Ausführende: Ana Chumachenco (Violine), Oscar Lysy (Viola), Torleif Thedéen (Violoncello)
- 2004: Asko Hyvärinen: SumuS – 30. Juni 2004 Wrethalla Kimito/Kemiö. Ausführende: Nina Källberg, (Flöte), Harri Wallenius (Klarinette), Jari Hongisto (Posaune), Antti Suoranta (Schlagzeug), Ingrid Lindblom (Violine), Jouni Rissanen (Viola)
- 2004: Paavo Korpijaakko: Klavierquintett – 3. Juli 2004 Kimito/Kemiö Kirche. Ausführende: Martti Rautio (Klavier), Katinka Korkeala, Jan Söderblom (Violine), Tommi Aalto (Viola), Marko Ylönen (Violoncello)
- 2005: Asko Hyvärinen: Stride für Harfe – 30. Juni 2005 Wrethalla Kimito/Kemiö. Ausführende: Lily-Marlene Puusepp (Harfe)
- 2005: Markku Klami: Glow – 30. Juni 2005 Wrethalla Kimito/Kemiö. Ausführende: Henna Jämsä (Klarinette), Jukka Rajala (Trompete), Tanja Nisonen (Waldhorn), Antti Suoranta (Schlagzeug), Lily-Marlene Puusepp (Harfe), Pasi Helin, Hanna Kosonen (Klavier)
- 2005: Mark Gothóni: Klarinettenquartett – 3. Juli 2005 Kimito/Kemiö Kirche. Ausführende: Tuulia Ylönen (Klarinette), Mark Gothóni (Violine), Johannes Erkes (Viola), Torleif Thedéen (Violoncello)
- 2006: Maria Kallionpää: Pour la ultima... – 27. Juni 2006 Villa Lande. Ausführende: Izumi Tateno (Klavier)
- 2006: Paavo Korpijaakko: Water: elements – 2. Juli 2006 Kimito/Kemiö Kirche. Ausführende: Izumi Tateno (Klavier)
- 2008: Einojuhani Rautavaara: Summer Thoughts – 11. Juli 2008 Dalsbruk Kirche. Ausführende: Katinka Korkeala (Violine), Martti Rautio (Klavier)
- 2009: Kalevi Aho: Streichquintett Hommage à Schubert – 7. Juli 2009 Dragsfjärd Kirche. Ausführende: Katinka Korkeala, Sonja Korkeala (Violine), Ulla Soinne (Viola), Marko Ylönen, Katja Kolehmainen (Violoncello)
- 2010: Jouni Kaipainen: Inno, für Viola und Klavier – 6. Juli 2010 Västanfjärd Neue Kirche. Ausführende: Wen Xiao Zheng (Viola), Martti Rautio (Klavier)
- 2011: Jouni Kaipainen: Var det Edith? Für Sopran, Streichquintett, Klavier op. 95 – 17. Juli 2011 Kimito/Kemiö Kirche. Ausführende: Helena Juntunen (Sopran), Rodin-Quartett: Sonja Korkeala, Gerhard Urban (Violine), Martin Wandel (Viola), Clemens Weigel (Violoncello); Ulrich Wolff (Kontrabass), Eveliina Kytömäki (Klavier)
- 2012: Juho Miettinen: Kolme askelta, für Mezzosopran, Flöte und Harfe – 10. Juli 2012 Kimito/Kemiö Kirche. Ausführende: Essi Luttinen (Mezzosopran), Ensemble Transparent: Erica Nygård (Flöte), Torsten Tiebout (Violine), Päivi Severeide (Harfe)
- 2013: Jyrki Linjama: Das fließende Licht der Gottheit – 9. Juli 2013 Kimito/Kemiö Kirche. Ausführende: Essi Luttinen (Mezzosopran), Ilmo Ranta (Klavier)
- 2014: Aulis Sallinen: Streichquartett Nr. 6–8. Juli 2014 Kimito/Kemiö Kirche. Ausführende: Sonja Korkeala, Katinka Korkeala (Violine), Hariolf Schlichtig (Viola), Samuli Peltonen (Violoncello)
- 2015: Lotta Wennäkoski: Klaviertrio – 7. Juli 2015 Kimito/Kemiö Kirche. Ausführende: Sibelius Piano Trio: Juho Pohjonen (Klavier), Petteri Iivonen (Violine), Samuli Peltonen (Violoncello)
- 2016: Kimmo Hakola: Streichquartett Nr. 4–12. Juli 2016 Kimito/Kemiö Kirche. Ausführende: Meta4
- 2016: Jyrki Linjama: Sonata da chiesa III für Cembalo – 15. Juli 2016 Hittinen. Ausführender: Petteri Pitko.
- 2016: Sebastian Fagerlund: Windways für Blockflötenquartett – 17. Juli 2016 Kimito/Kemiö Kirche. Ausführende: Blockflötenquartett Bravade.
- 2017: Kimmo Hakola: Wind Quintet (Holzbläserquintett) Op. 96 ”Compressions” – 13. Juli 2017 Salon taidemuseo Veturitalli. Ausführende: Arktinen Hysteria; Matti Närhinsalo (Flöte), Laura Kemppainen (Oboe), Christoffer Sundqvist (Klarinette), Tommi Hyytinen (Horn), Ann-Louise Wägar (Fagott)
- 2017: Osmo Tapio Räihälä: Kalliokirskuja (Weißbrustsegler) – 14. Juli 2017 Teijo Kirche. Ausführender: Petri Kumela (Gitarre)
- 2017: Veli-Matti Puumala: Taivaanvuohi – Hämähäkki (Bekassine – Webspinnen) – 14. Juli 2017 Teijo Kirche. Ausführender: Petri Kumela (Gitarre)
- 2017: Ichiro Hirano: Heikegani (Heikeopsis japonica) – 14. Juli 2017 Teijo Kirche. Ausführender: Petri Kumela (Gitarre)
- 2018: Aulis Sallinen: Acht Miniaturen für Klavier solo – 10. Juli 2018 Kimito/Kemiö Kirche. Ausführender: Ralf Gothóni (Klavier)
- 2018: Aulis Sallinen: Kammermusik IX op. 112 "Nocturne für Sopran und Kammerorchester". Text von Eino Leino (1903) – 15. Juli 2018 Kimito/Kemiö Kirche. Ausführende: Johanna Rusanen (Sopran), Ostbottnisches Kammerorchester, Dirigent: Ralf Gothóni
- 2019: Jyrki Linjama: Streichquartett Nr. 2. Olli Kortekangas: Due per due, for two violins